# Едвард Вільям Кук
Едвард Вільям Кук (англ. Edward William Cooke; 27 березня 1811, Лондон — 4 січня 1880) — англійський живописець-мариніст і графік.

## Життєпис
Едвард Кук походив з родини з давніми художніми традиціями; його батько і дядько були відомими граверами. Він дуже рано освоїв ремесло гравірування і проявив цікавість до морської тематики (особливо до вітрильників), і вже у 18-річному віці опублікував серію довершених гравюр і малюнків у збірці під назвою «Fifty plates of shipping and craft» (1929). Наступними стали збірки «Twelve Plates of Coast Sketches: Brighton» (1830) і «The British Coast» (1831), а згодом всі три серії були перевидані як «Sixty-Five Plates of Shipping and Craft».
Едвард отримав чимало користі від порад колег свого батька — Кларксона Стендфілда (чиїм головним послідовником у маринизмі він став) і Девіда Робертса. У 1833 році почав займатися живописом, а в 1835 році вперше виставив свої роботи у Королівській академії мистецтв і Британському інституті. До цього часу його стиль по суті вже сформувався.
Він подорожував і малював з величезним інтересом на батьківщині і за кордоном. З огляду на свою любов до великих майстрів голландського живопису XVII століття у 1837 році відвідав Нідерланди, куди повертався регулярно протягом наступних 23 років, вивчаючи ефекти узбережного ландшафту і світла, а також роботи голландських Старих майстрів. Він також відвідував Скандинавію, Іспанію, Францію, Північну Африку і, передусім, Венецію. Кука «надзвичайно приваблював Острів Вайт, і під час творчого візиту 1835 року він ґрунтовно вивчив місцеві рибальські човни і верші для омарів; найбільше його захоплював берег моря, усипаний різноманітним камінням, рибальським спорядженням, хвилерізами і маленькими дерев'яними пристанями».
Загалом у 1835–1879 роках в Королівській академії мистецтв він представив 129 своїх робіт, a в Британському інституті — 115.
Едвард Кук також мав серйозні інтереси в галузях природознавства і геології. Він був членом Ліннеївського товариства, Геологічного і Зоологічного товариств, Товариства збирачів старожитностей. У 1840-х роках він допомагав своєму другу, садівникові Джеймсу Бейтману, в облаштуванні знаменитих садів Biddulph Grange у Стаффордширі, зокрема, з орхідеями і рододендронами. Його геологічні інтереси, зокрема, посприяли тому, що у 1863 році він був обраний членом Королівського товариства. У 1863 році він також став членом Королівської академії мистецтв.

## Галерея

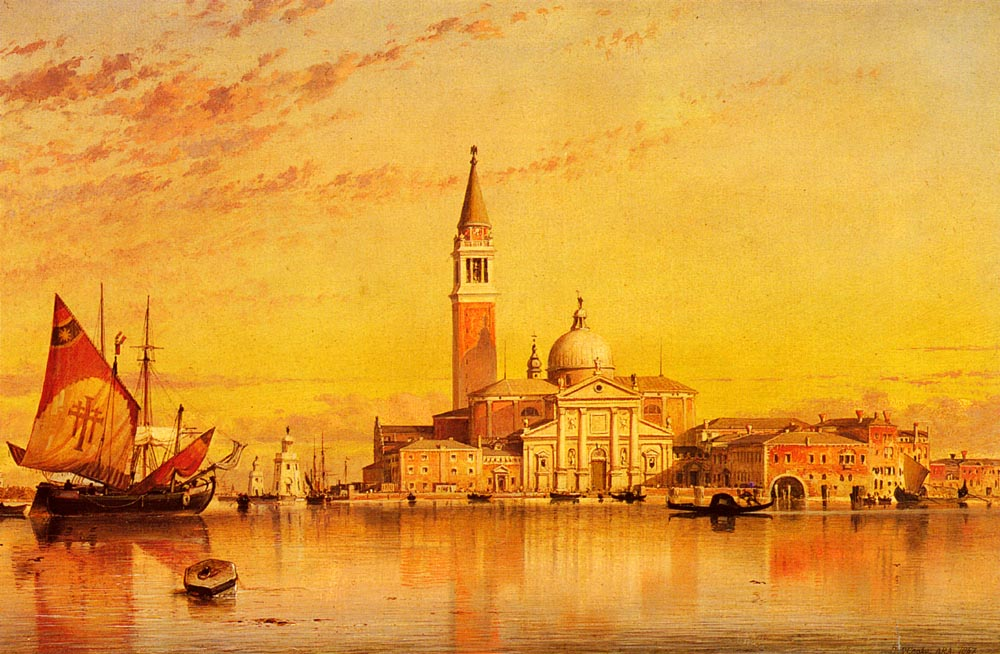
Сан-Джорджо-Маджоре у Венеції
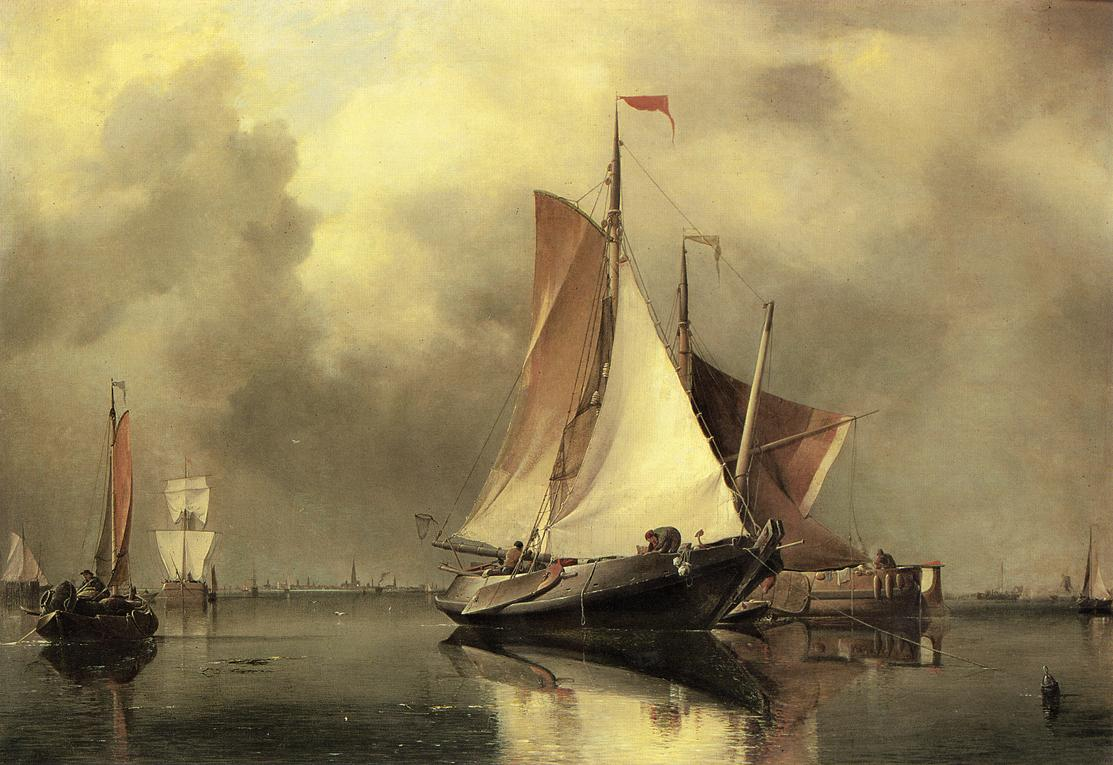
Тихий день на Шельді
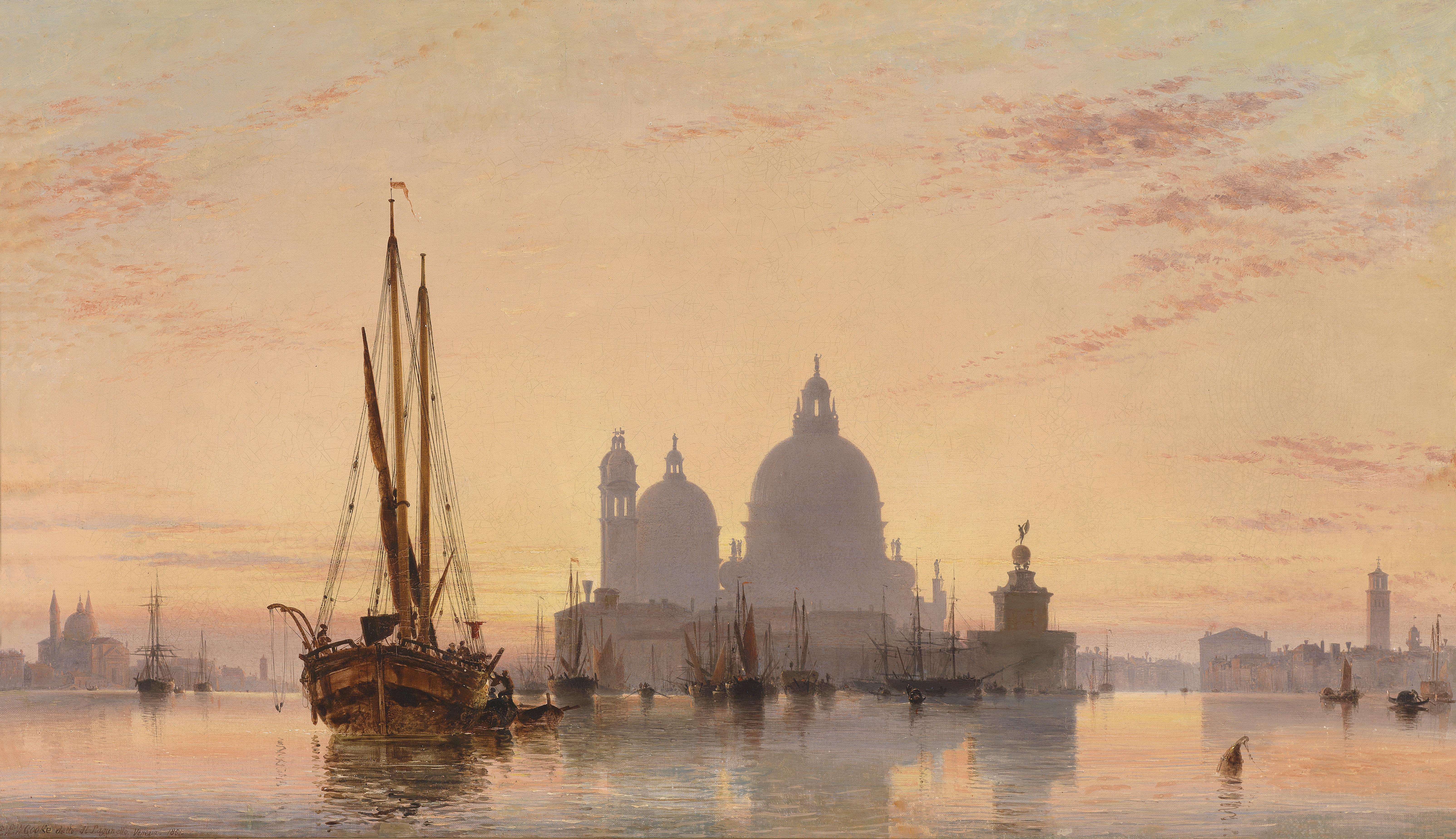
Венеція
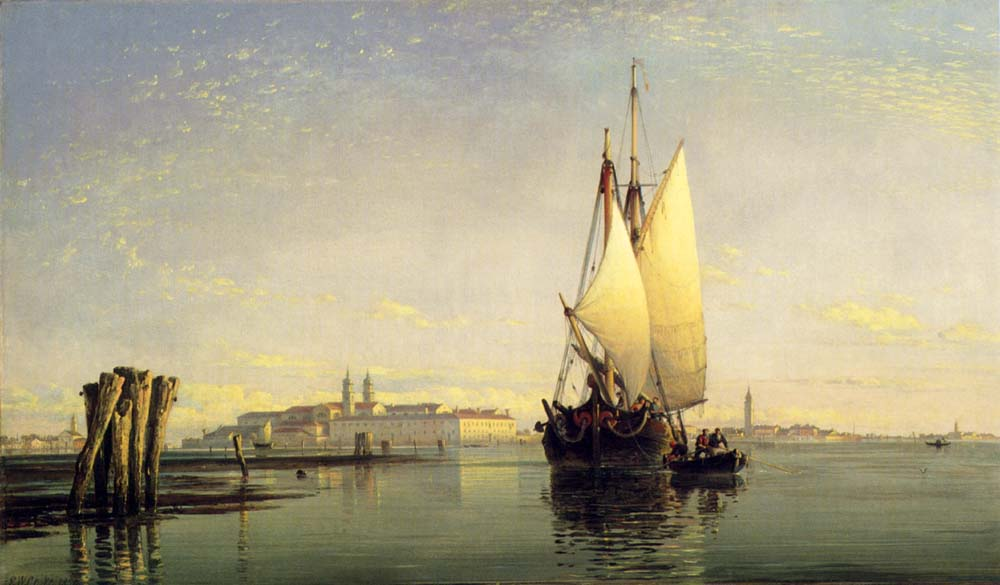
У лагуні Венеції
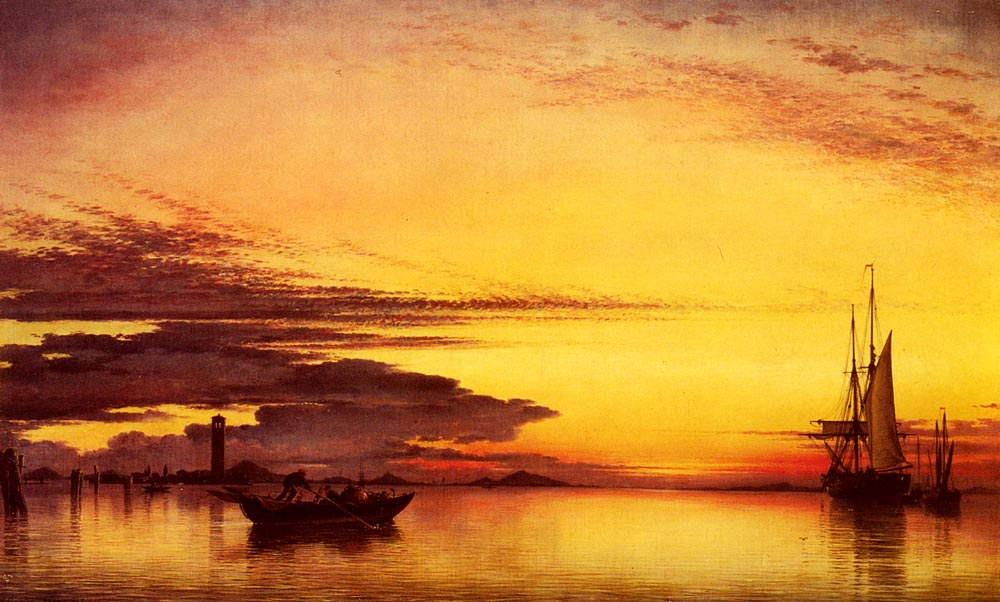
Захід сонця у лагуні Венеції